# Tarnopolska Obwodowa Administracja Państwowa

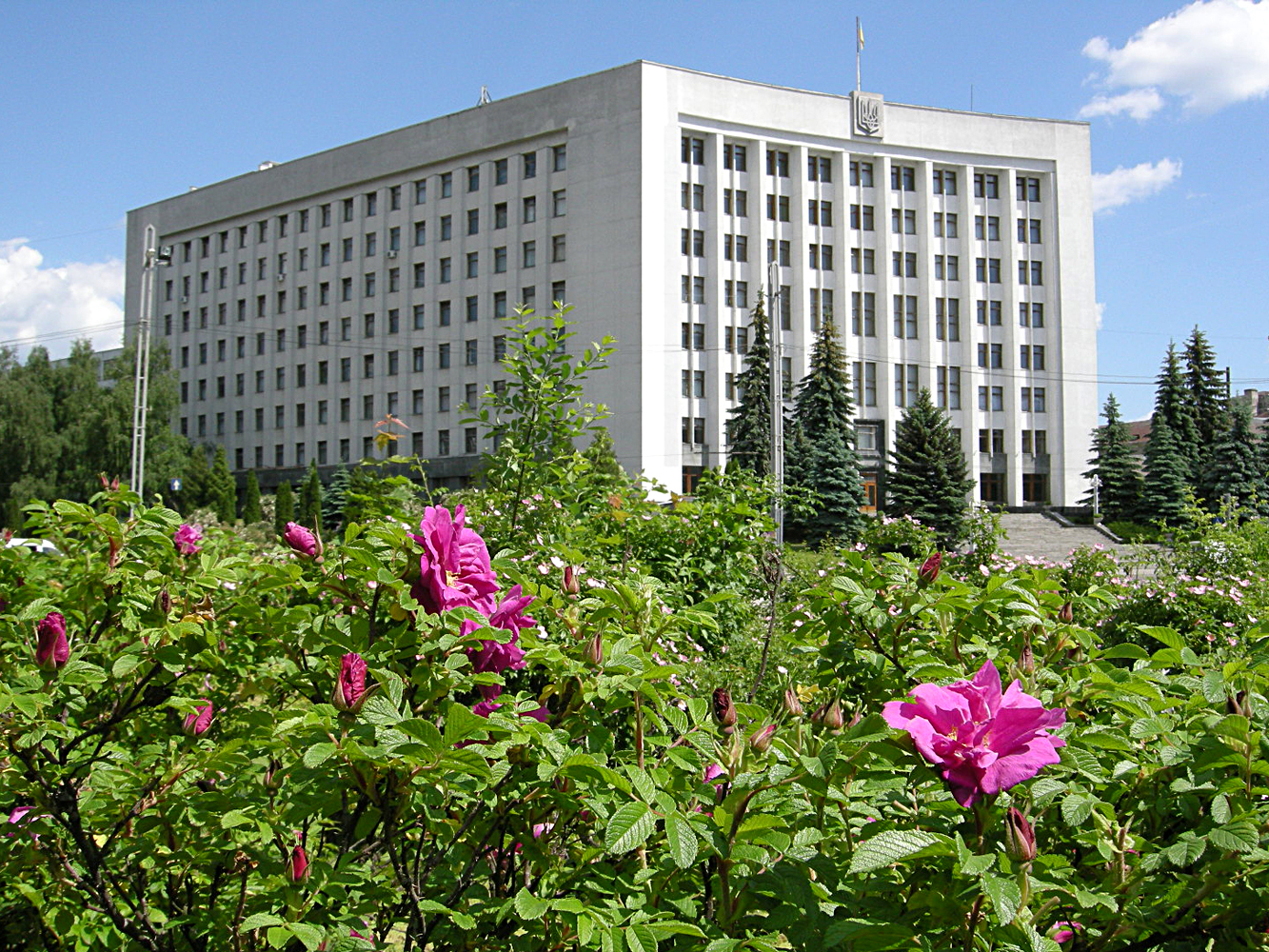
Budynek Administracji Państwowej Obwodu Tarnopolskiego przy ul. Hruszewskiego, 8 w Tarnopolu

Tarnopolska Obwodowa Administracja Państwowa, skrót TOAP (ukr. Тернопільська обласна державна адміністрація) – obwodowa administracja państwowa (ukr. ОДА, pol. OAP), działająca w obwodzie tarnopolskim Ukrainy. 

## Przewodniczący ODA
- Roman Hromiak (przedstawiciel prezydenta Ukrainy, 23 marca 1992 – 15 stycznia 1994)
- Borys Kosenko (przedstawiciel prezydenta Ukrainy, 14 lutego 1994 – 11 lipca 1995)
- Borys Kosenko (11 lipca 1995 – 6 września 1996)
- Bohdan Bojko (7 września 1996 – 20 kwietnia 1998)
- Wasyl Wowk (20 kwietnia 1998 – 13 września 1999)
- Wasyl Kołomyjczuk (13 września 1999 – 26 kwietnia 2002)
- Iwan Kurnycki (kwiecień 2002 – 2004)
- Iwan Stojko (4 lutego 2005 – 22 października 2007 )
- Jurij Czyżmar (p.o. od 22 października 2007, 1 listopada 2007 – 7 kwietnia 2010)
- Jarosław Suchyj (7 kwietnia 2010 – 16 czerwca 2010)
- Mychajło Cymbaluk (16 czerwca 2010 – 21 grudnia 2010)
- Wałentyn Choptian (21 grudnia 2010 – 2 marca 2014)
- Ołeh Syrotiuk (2 marca 2014 – 18 listopada 2014)
- Iwan Krysak (p.o., od 18 listopada 2014)
- Stepan Barna (od 2 kwietnia 2015)
- Wołodymyr Trusz